# Pave Lando
Pave Lando (også kendt som Landus, død 914) var pave fra juli eller november 913 til sin død i 914. Hans korte tid som pave skete på et kaotisk tidspunkt i den katolske kirke og Roms historie kaldet Saeculum obscurum (904–64). Han var den sidste pave, der bruge et nyt navn som pavenavn (i dette tilfælde hans fødenavn), som ikke var brugt før, indtil Pave Frans blev valgt i 2013.